# 영광 남극재 소장 고문서
영광 남극재 소장 고문서(靈光 南極齋 所藏 古文書)는 대한민국 전라남도 영광군에 있는 고문서이다. 2008년 4월 11일 전라남도의 문화재자료 제265호로 지정되었다.

## 개요
영광 남극재 소장 고문서는 1587년(선조 20)에 창설된 영광 지방 실무 행정 관리들의 상부 상조 조직이었던 사계(射契, 社契)의 전통을 계승하여 1796년(정조 20)에 새로운 모습으로 태동되는 노계(老契 또는 老所契), 그리고 1920년의 육영계(毓英契), 1933년의 무령시사(武靈詩社), 1934년의 숭로계(崇老契), 1951년의 춘추계(春秋契), 1954년에 조직되는 정풍회(正風會)에 이르기까지 다종 다양한 향촌 부로들의 모든 조직과 연관된 문서자료로 33책인데, 노계와 사계문서 25책과 <耆社下記> 1책이 중요하다.
남극재 소장고문서의 가치는 첫째, 오랜 역사와 연원을 지닌 문서자료라는 점이다. 1587년(선조 20)에 창설된 향촌사회 조직 자료로서 창설 이후 400여 년에 걸친 다양한 전남지역 향촌사회 운영주도층 성격변화를 상징적으로 보여주는 실증자료이다.
둘째, 특수한 계층의 조직문서로 현전 자료가 흔하지 않은 자료라는 점이다. 영광 남극재 고문서의 작성 주체들은 영광지역의 행정실무 관리층이다. 그래서 이 자료는 영광지역의 다종다양한 향촌 부로(父老)들의 자생적, 자치적 조직의 모태로서 지역 사 변화의 연구 자료가 된다. 향리로 불렸던 이들의 조직문서는 많은 경우가 훼손되거나 멸실되어 현전하는 량이 매우 적으며, 영광의 이 자료는 본계에 해당되는 사계(射契) 18종(1602년-1872년)과 퇴임관리들의 노계(老契) 7종(1796년-1929년)이 매우 잘 보존되어 있다. 그리고 한말이후의 다양한 변화상을 보여주는 여러 자료들이 함께 보존되어 있다는 점에서 전남 지역 향촌주도층의 사회활동 양상을 살피는 사회사자료로서 주목된다.
셋째, 자료의 완벽한 보존과 연구 활용가능성에 있다. 우선 문화재 가치와 관련하여서는 다양하고 연속적인 자료가 누락 없이 일괄 보존·전승되고 있다는 점, 그리고 400여 년의 역사가 배어 있는 자료로 조직의 규약을 통한 운영 실태의 연구, 좌목(명단)을 통한 지역 세력의 분포와 변동 연구, 조직의 계승·분화와 사업내용의 변화를 통한 사회사 연구 자료로써 귀중한 사료적 가치를 지닌다고 판단된다.

## 참고 문헌
- 영광남극재소장고문서 - 국가유산청 국가유산포털